# Leen van de Merkt

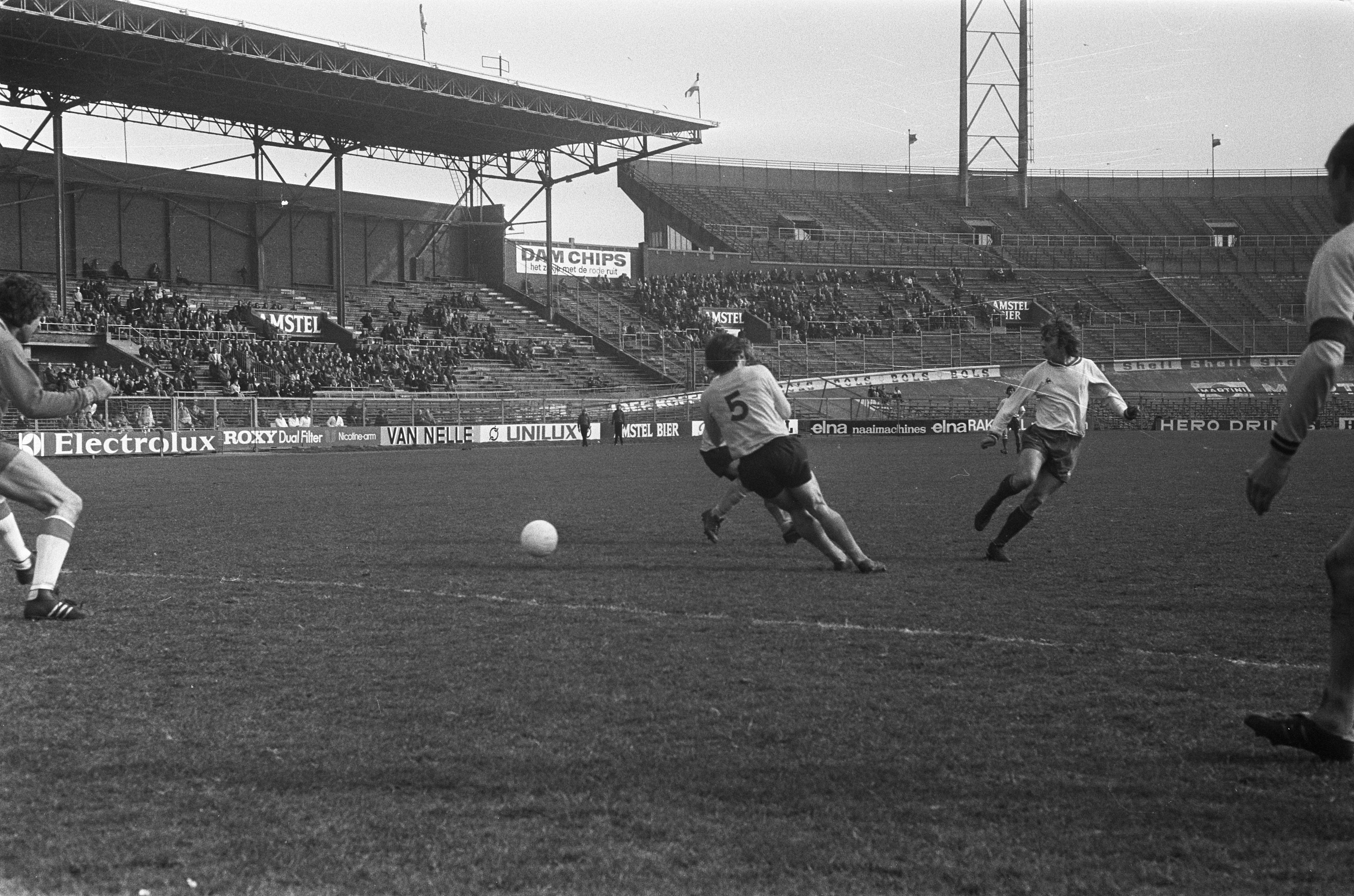
Van de Merkt (rechts) scoort namens FC Amsterdam tegen Roda JC

Leen van de Merkt (Utrecht, 15 februari 1948) is een voormalig Nederlands voetballer van onder meer Elinkwijk, FC Utrecht en FC Amsterdam.
Van de Merkt begon met voetballen bij de Utrechtse amateurclub Ultrajectum. Al op 17-jarige leeftijd maakte hij zijn debuut in de eredivisie bij Elinkwijk. In zijn tweede seizoen veroverde de middenvelder een basisplaats, maar degradeerde hij wel met de Elinkwijkers naar de eerste divisie.
In 1970 keerde Van de Merkt dankzij de fusie van Elinkwijk met DOS en Velox terug op het hoogste niveau bij FC Utrecht. Na twee seizoenen vertrok hij naar FC Amsterdam.
In de hoofdstad beleefde Van de Merkt zijn beste periode als voetballer. Hij reikte met FC Amsterdam in het seizoen 1974-1975 zelfs tot de kwartfinale in het UEFA Cuptoernooi. Daarna ging het langzaam minder met FC Amsterdam, maar Van de Merkt bleef de club ook na de degradatie in het seizoen 1977-1978 trouw. In 1979 vertrok hij echter alsnog. 
Van de Merkt verkaste naar SC Amersfoort, waar hij een jaar later een punt zette achter zijn loopbaan in het betaalde voetbal.
Hij keerde terug naar de amateurs van Elinkwijk dat toentertijd uitkwam in de Hoofdklasse en waarmee hij in 1982 en 1984 nog de titel pakte in de Zondag Hoofdklasse A.
Na zijn actieve carrière werd Van de Merkt trainer. Hij coachte onder meer de amateurs van Bloemenkwartier, Argon, 't Gooi en uiteraard Elinkwijk.